# Eidalcamenes
Eidalcamenes är ett släkte av insekter. Eidalcamenes ingår i familjen Romaleidae.
Kladogram enligt Catalogue of Life:
| Eidalcamenes | \| \| Eidalcamenes brevipennis \| \| \| \| \| \| Eidalcamenes lobipennis \| \| \| \| |
|              | \| \| Eidalcamenes brevipennis \| \| \| \| \| \| Eidalcamenes lobipennis \| \| \| \| |
|              | Eidalcamenes brevipennis                                                             |
|              |                                                                                      |
|              | Eidalcamenes lobipennis                                                              |
|              |                                                                                      |